# Premier vice-président du gouvernement (Russie)
Le premier vice-président du gouvernement russe est un membre du gouvernement de la fédération de Russie.
L'actuel titulaire du poste est Denis Mantourov depuis le 14 mai 2024. 

## Dénominations
Le premier vice-président du gouvernement (первый заместитель председателя правительства) est aussi appelé Premier vice-Premier ministre (первый вице-премьер).

## Statut
Le premier vice-président du gouvernement est membre du gouvernement russe et est le premier suppléant du président du gouvernement. Il n'est cependant pas habilité à assurer l'intérim en cas de vacance extraordinaire du poste de président du gouvernement, responsabilité qui incombe à un député de la Douma.
Le premier vice-président du gouvernement coordonne l'action de tout ou partie des organes fédéraux du pouvoir exécutif. Il ne dispose pas de ministère. Un « simple » vice-Premier ministre peut lui se voir attribuer un portefeuille, c'est le cas de la vice-Première ministre Olga Golodets, chargée des Affaires sociales.
Les premiers vice-présidents du gouvernement sont nommés et révoqués par le président de la fédération de Russie, sur proposition du président du gouvernement.
Les premiers vice-présidents du gouvernement, tout comme les ministres, ne promulguent pas eux-mêmes les lois mais s'assurent de l'exécution de celles-ci par les différents organes fédéraux du pouvoir exécutif.

## Liste des Premiers vice-Premiers ministres
| Nom                 | Nom                                   | Mandat                             | Chef du gouvernement  |
| ------------------- | ------------------------------------- | ---------------------------------- | --------------------- |
| Guennadi Bourboulis |                                       | 26 décembre 1991 – 14 avril 1992   | Boris Eltsine         |
| Iegor Gaïdar        |                                       | 2 mars 1992 – 15 décembre 1992     | Boris Eltsine         |
| Vladimir Choumeïko  |                                       | 23 décembre 1992 – 20 janvier 1994 | Viktor Tchernomyrdine |
| Iegor Gaïdar        |                                       | 17 mars 1993 – 20 janvier 1994     | Viktor Tchernomyrdine |
| Oleg Lobov          |                                       | 15 avril 1993 – 18 septembre 1993  | Viktor Tchernomyrdine |
| Oleg Soskovets      |                                       | 30 avril 1993 – 20 juin 1994       | Viktor Tchernomyrdine |
| Anatoli Tchoubaïs   |                                       | 5 novembre 1994 – 16 janvier 1996  | Viktor Tchernomyrdine |
| Vladimir Kadannikov |                                       | 25 janvier 1996 – 9 août 1996      | Viktor Tchernomyrdine |
| Oleg Lobov          |                                       | 18 juin 1996 – 14 août 1996        | Viktor Tchernomyrdine |
| Viktor Iliouchine   |                                       | 14 août 1996 – 17 mars 1997        | Viktor Tchernomyrdine |
| Vladimir Potanine   |                                       | 14 août 1996 – 17 mars 1997        | Viktor Tchernomyrdine |
| Anatoli Tchoubaïs   |                                       | 17 mars 1997 – 23 mars 1998        | Viktor Tchernomyrdine |
| Boris Nemtsov       |                                       | 17 mars 1997 – 18 avril 1998       | Viktor Tchernomyrdine |
| Boris Nemtsov       | Sergueï Kirienko                      | 17 mars 1997 – 18 avril 1998       |                       |
| Sergueï Kirienko    |                                       | 23 mars 1998 – 24 avril 1998       | Sergueï Kirienko      |
| Iouri Maslioukov    |                                       | 11 septembre 1998 – 25 mai 1999    | Viktor Tchernomyrdine |
| Iouri Maslioukov    | Ievgueni Primakov                     | 11 septembre 1998 – 25 mai 1999    |                       |
| Iouri Maslioukov    | Sergueï Stepachine                    | 11 septembre 1998 – 25 mai 1999    |                       |
| Vadim Goustov       |                                       | 18 septembre 1998 – 27 avril 1999  | Ievgueni Primakov     |
| Sergueï Stepachine  |                                       | 27 avril 1999 – 12 mai 1999        | Ievgueni Primakov     |
| Sergueï Stepachine  | Sergueï Stepachine                    | 27 avril 1999 – 12 mai 1999        |                       |
| Nikolaï Aksionenko  |                                       | 21 mai 1999 – 10 janvier 2000      | Sergueï Stepachine    |
| Nikolaï Aksionenko  | Vladimir Poutine                      | 21 mai 1999 – 10 janvier 2000      |                       |
| Mikhaïl Zadornov    |                                       | 25 mai 1999 – 28 mai 1999          | Sergueï Stepachine    |
| Viktor Khristenko   |                                       | 31 mai 1999 – 10 janvier 2000      | Sergueï Stepachine    |
| Viktor Khristenko   | Vladimir Poutine                      | 31 mai 1999 – 10 janvier 2000      |                       |
| Vladimir Poutine    |                                       | 9 août 1999 – 16 août 1999         | Vladimir Poutine      |
| Mikhaïl Kassianov   |                                       | 10 janvier 2000 – 17 mai 2000      | Vladimir Poutine      |
| Mikhaïl Kassianov   | Mikhaïl Kassianov                     | 10 janvier 2000 – 17 mai 2000      |                       |
| Dmitri Medvedev     |                                       | 14 novembre 2005 – 7 mai 2008      | Mikhaïl Fradkov       |
| Sergueï Ivanov      |                                       | 14 novembre 2005 – 12 mai 2008     | Mikhaïl Fradkov       |
| Sergueï Ivanov      | Viktor Zoubkov                        | 14 novembre 2005 – 12 mai 2008     |                       |
| Sergueï Ivanov      | Vladimir Poutine                      | 14 novembre 2005 – 12 mai 2008     |                       |
| Viktor Zoubkov      |                                       | 7 mai 2008 – 21 mai 2012           | Vladimir Poutine      |
| Viktor Zoubkov      | Viktor Zoubkov (passation de pouvoir) | 7 mai 2008 – 21 mai 2012           |                       |
| Viktor Zoubkov      | Dmitri Medvedev                       | 7 mai 2008 – 21 mai 2012           |                       |
| Igor Chouvalov      |                                       | 12 mai 2008 – 7 mai 2018           | Vladimir Poutine      |
| Igor Chouvalov      | Viktor Zoubkov (passation de pouvoir) | 12 mai 2008 – 7 mai 2018           |                       |
| Igor Chouvalov      | Dmitri Medvedev                       | 12 mai 2008 – 7 mai 2018           |                       |
| Anton Silouanov     |                                       | 18 mai 2018 – 21 janvier 2020      | Dmitri Medvedev       |
| Andreï Belooussov   |                                       | 21 janvier 2020-14 mai 2024        | Mikhaïl Michoustine   |
| Denis Mantourov     |                                       | depuis le 14 mai 2024              | Mikhaïl Michoustine   |